# Mina Richman

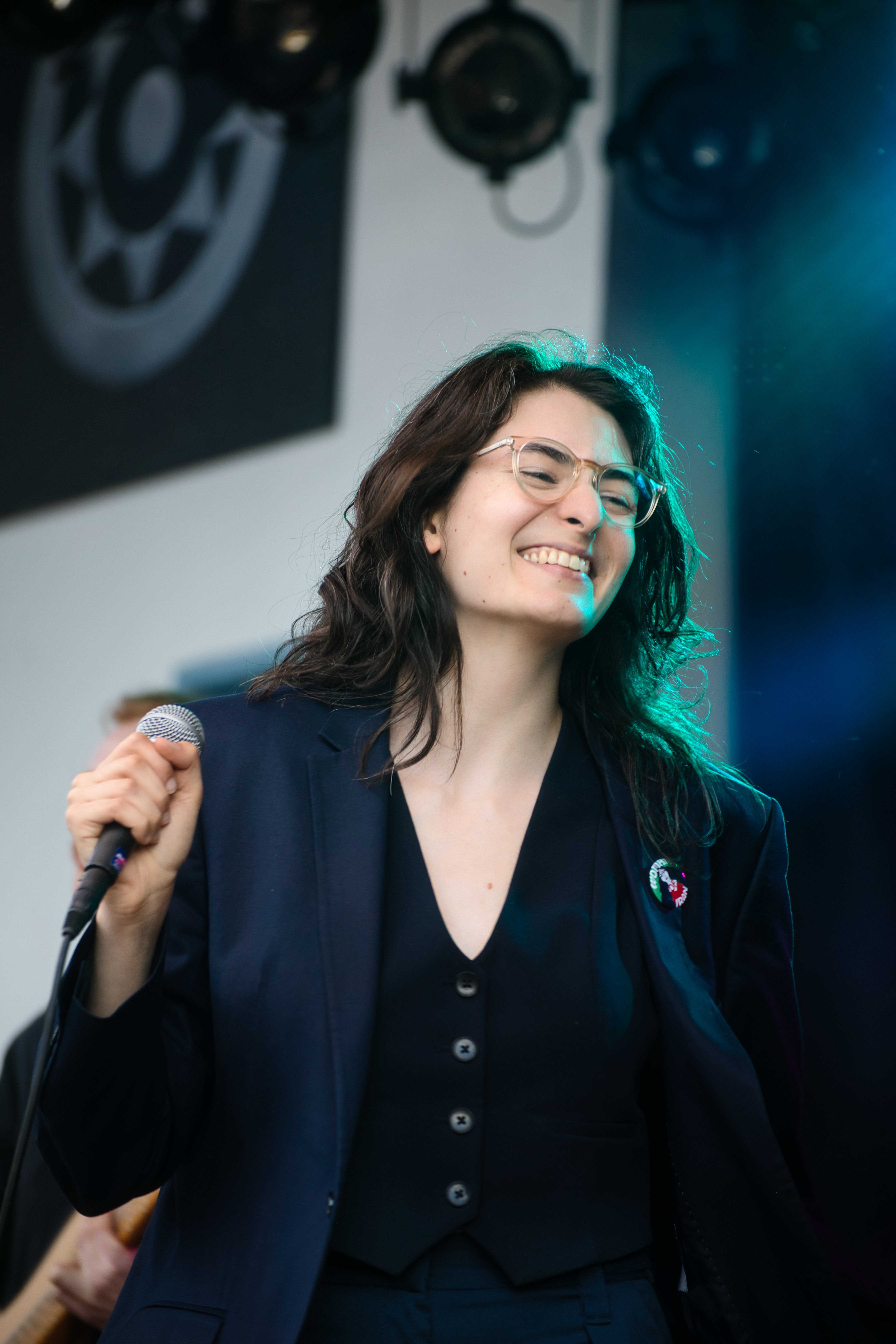
Mina Richman auf dem Orange Blossom Special Festival 2024

Mina Richman (* 1998 in Berlin; bürgerlich Mina Schelpmeier) ist eine deutsch-iranische Singer-Songwriterin.

## Leben
Richman wuchs in der ostwestfälischen Stadt Bad Salzuflen auf. Sie besuchte die Grundschule Elkenbrede und absolvierte ihr Abitur am Rudolph-Brandes-Gymnasium. Richman lebt in Bielefeld und studiert Lehramt an der Universität Bielefeld.
2022 begann sie als Solo-Künstlerin Musik zu veröffentlichen. Im Mai 2022 erschien die Debüt-EP Jaywalker über das Ladies & Ladys Label.
2022 erlangte ihr Protestsong Baba Said im Zuge der iranischen Proteste große Bekanntheit in den sozialen Medien.
Im März 2024 erschien Richmans Debüt-Album Grown Up beim Label Ladies & Ladys. Produziert wurde das Album mit Tobias Siebert (Juli, Enno Bunger). Die Songs entstanden in Zusammenarbeit mit ihrer Band, bestehend aus Friedrich Schnorr von Carolsfeld (Gitarre), Alexander Mau (Bass) und Leon Brames (Schlagzeug). Im Zuge der Veröffentlichung spielte Richman eine Deutschland-Tour mit 21 Stopps, die sie mit einer Band absolvierte.

## Musikstil
Richmans Musik ist beeinflusst von Soul, Folk und Hip-Hop. Das Album weist diverse Genreeinflüsse auf und hat sich stark entfernt vom akustischen Sound der Debüt-EP. 

## Diskografie

### Singles
- 2022: Bad Girls
- 2022: Leave
- 2022: A Broken Friendship Tale
- 2022: Red Flag
- 2022: Baba Said
- 2023: Nearly to the End
- 2023: Referee
- 2023: Grow Up
- 2024: Something to Rely On
- 2024: Song of Consent

### EPs
- 2022: Jaywalker

### Alben
- 2024: Grown Up

## Auszeichnungen
PopNRW Preis: 
- 2022: Nominierung in der Kategorie "Bester Newcomer"
- 2024: Auszeichnung in der Kategorie "Outstanding Artist"